# JT Thor
Pour les articles homonymes, voir Thor (homonymie).
Jokhow Panom « JT » Thor, né le 26 août 2002 à Omaha dans le Nebraska, est un joueur américano-sud-soudanais de basket-ball évoluant au poste d'ailier fort voire de pivot.

## Biographie

### Carrière universitaire
Après une saison avec les Tigers d'Auburn, il présente officiellement sa candidature pour la draft 2021 le 23 mars 2021.

### Carrière professionnelle

#### Hornets de Charlotte (2021-2024)
Il est choisi en 37e position par les Pistons de Détroit pour les Hornets de Charlotte lors de la draft 2021 de la NBA.

## Statistiques

### Universitaires
Les statistiques de JT Thor en matchs universitaires sont les suivantes :
| Saison    | Équipe   | Matchs | Titul. | Min./m | % Tir | % 3pts | % LF | Rbds/m. | Pass/m. | Int/m. | Ctr/m. | Pts/m. |
| --------- | -------- | ------ | ------ | ------ | ----- | ------ | ---- | ------- | ------- | ------ | ------ | ------ |
| 2020-2021 | Auburn   | 27     | 27     | 23,0   | 44,0  | 29,7   | 74,1 | 5,00    | 0,90    | 0,80   | 1,40   | 9,40   |
| Carrière  | Carrière | 27     | 27     | 23,0   | 44,0  | 29,7   | 74,1 | 5,00    | 0,90    | 0,80   | 1,40   | 9,40   |

### Professionnelles
| Saison    | Équipe    | Matchs | Titul. | Min./m | % Tir | % 3pts | % LF | Rbds/m. | Pass/m. | Int/m. | Ctr/m. | Pts/m. |
| --------- | --------- | ------ | ------ | ------ | ----- | ------ | ---- | ------- | ------- | ------ | ------ | ------ |
| 2021-2022 | Charlotte | 33     | 0      | 7,9    | 43,6  | 25,9   | 60,0 | 1,30    | 0,60    | 0,20   | 0,30   | 2,00   |
| 2022-2023 | Charlotte | 69     | 8      | 14,0   | 39,9  | 31,7   | 70,2 | 2,20    | 0,50    | 0,30   | 0,30   | 3,80   |
| Carrière  | Carrière  | 102    | 8      | 12,1   | 40,6  | 30,7   | 67,2 | 1,90    | 0,50    | 0,30   | 0,30   | 3,20   |